# Scorpio Rising (album)
Scorpio Rising è il terzo album in studio del gruppo musicale britannico Death in Vegas, pubblicato nel 2002.

## Tracce
1. Leather – 3:30
2. Girls – 4:30
3. Hands Around My Throat – 5:08
4. 23 Lies – 3:49
5. Scorpio Rising – 5:38
6. Killing Smile – 4:49
7. Natja – 3:50
8. So You Say You Lost Your Baby – 3:01
9. Diving Horses – 5:11
10. Help Yourself – 10:29

## Formazione
Gruppo
- Richard Fearless
- Tim Holmes

Altri
- Nicola Kuperus – voce in "Hands Around My Throat"
- Susan Dillane – voce in "23 Lies" and "Girls"
- Liam Gallagher – voce in "Scorpio Rising"
- Hope Sandoval – voce in "Killing Smile" e "Help Yourself"
- Paul Weller – voce in "So You Say You Lost Your Baby"
- Dot Allison – voce in "Diving Horses"
- Ian Button – chitarra
- Danny Hammond – chitarra
- Andrew Hackett – chitarra
- Mat Flint – basso
- Gary "Mani" Mounfield – basso in "So You Say You Lost Your Baby"
- Seamus Beaghen – tastiere, organo Hammond
- Simon Hanson – batteria
- Pete Stanley – banjo in "Killing Smile"
- James Walbourne – mandolino in "Killing Smile"
- Sara Wilson – violoncello
- Ganesh – sitar